# Blaesoxipha talyshensis
Blaesoxipha talyshensis är en tvåvingeart som beskrevs av Boris Borisovitsch Rohdendorf och Yu. G. Verves 1977. Blaesoxipha talyshensis ingår i släktet Blaesoxipha och familjen köttflugor. Inga underarter finns listade i Catalogue of Life.